# M/Y Mountrose
M/Y Mountrose är en svensk motoryacht, som konstruerades av Ruben Östlund. Hon byggdes 1932–1933 som M/Y Ta-Ta på Fröbergs varv varv i Lidingö för direktören Erik Hirsch i Stockholm. 